# Alberto Ricceri
Alberto Ricceri detto Salasso (Siena, 6 ottobre 1975) è un fantino italiano, tre volte vincitore del Palio di Siena.

## Carriera

### Palio di Siena

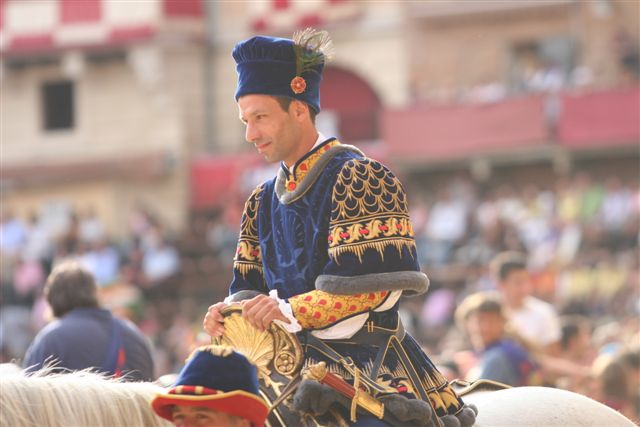
Salasso il 16 agosto 2008 nella Nobile Contrada del Nicchio

Senese di nascita, ha disputato il suo primo Palio di Siena a vent'anni difendendo i colori della Giraffa. Dopo una pausa di sette anni, è ritornato in Piazza del Campo nel 2002. La sua prima vittoria al Palio avvenne nel luglio del 2004 sotto i colori della Giraffa: dopo una splendida corsa di rimonta, Salasso infilò all'interno della terza curva di San Martino il fantino del Bruco Dino Pes (detto Velluto). Subito dopo la curva i due cavalli in testa proseguirono la gara scossi, e proprio all'ultimo il cavallo della Giraffa (Donosu Tou) riuscì a superare il rivale (Vai Go) regalando a Ricceri ed alla Giraffa la vittoria nel Palio di Provenzano.
Il suo secondo successo risale al 2006, con la Selva: una corsa condotta dall'inizio alla fine, alla monta del barbero Caro Amico. Proprio in questa occasione, Salasso è stato squalificato per un palio (e relative prove) per avere corso un quarto giro della piazza senza arrestare la sua corsa dopo lo sparo del mortaretto, investendo e ferendo alcune persone. In seguito a questa carriera, nel dicembre dello stesso anno il Ricceri è ufficialmente diventato il fantino della Contrada della Chiocciola.
La terza vittoria in Piazza del Campo arriva il 2 luglio 2014 con i colori della Contrada del Drago, montando Oppio. Dopo una partenza non brillante, ha recuperato fino al sorpasso all'Aquila, fino ad allora in testa, nel corso del secondo giro.
Ad agosto dello stesso anno monta nuovamente nel Drago sulla potente Morosita Prima, non riuscendo però a ripetere la prestazione di luglio.
Il 2015 lo vede correre entrambi i Palii per la Contrada dell'Onda.
A luglio si rivela l'outsider della corsa con l'esordiente Osama Bin, contendendo alla Contrada della Torre la vittoria fino agli ultimi metri, senza riuscirci.
Ad agosto, invece, monta Preziosa Penelope. La posizione di rincorsa non lo favorisce e durante i tre giri non riesce mai ad insidiare i primi.
Nel 2016, complice anche un infortunio subìto a poche settimane dal Palio, non partecipa a nessuna delle due Carriere.
Si rivede in Piazza del Campo nel 2017, quando, il 2 luglio, corre il suo primo Palio per la Contrada del Bruco sul baio Su Re.

### Altri palii
Al Asti del 2003 cadde alla curva del Cavallone, montando il cavallo Love the Time, che scivolò sulle zampe anteriori. La conseguenza di quella scivolata fu un incidente in cui lo stesso Salasso rischiò la vita, altri cinque fantini rimasero a terra con lui e fu necessario l'abbattimento del cavallo di San Damiano, azzoppatosi nello scontro. In seguito a questo incidente, la curva del Cavallone è stata modificata al punto che, nelle edizioni successive del Palio di Asti, non è stata più teatro di infortuni mortali per i cavalli.
Ricceri vanta partecipazioni anche al Palio di Fucecchio (dove ha vinto nel 2007 e nel 2009), al Palio di Asti, al Palio di Casole d'Elsa, al Palio di Acquapendente, al Palio di Buti (PI), al Palio dei Rioni di Castiglion Fiorentino (AR) e al Palio di Bientina(PI).

## Partecipazioni al Palio di Siena

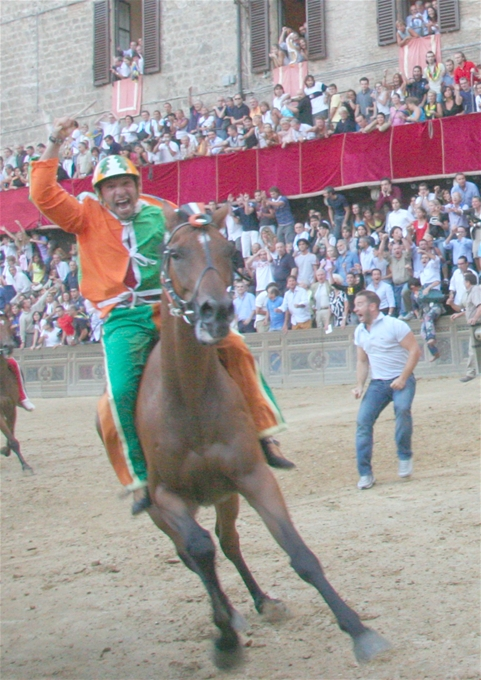
Salasso vince, su Caro Amico, il Palio del 16 agosto 2006 per la Selva

Le vittorie sono evidenziate ed indicate in neretto.
| Palio          | Contrada   | Cavallo            | Note   |
| -------------- | ---------- | ------------------ | ------ |
| 2 luglio 1995  | Giraffa    | Telepass           | scosso |
| 2 luglio 2002  | Onda       | Zilata Usa         |        |
| 16 agosto 2002 | Onda       | Alesandra          |        |
| 16 agosto 2003 | Onda       | Alghero            |        |
| 2 luglio 2004  | Giraffa    | Donosu Tou         | scosso |
| 16 agosto 2004 | Aquila     | Donosu Tou         | scosso |
| 2 luglio 2005  | Lupa       | Zodiach            | scosso |
| 16 agosto 2005 | Giraffa    | Zodiach            |        |
| 2 luglio 2006  | Selva      | Fedora Saura       |        |
| 16 agosto 2006 | Selva      | Caro Amico         |        |
| 16 agosto 2007 | Chiocciola | Giordhan           | scosso |
| 2 luglio 2008  | Torre      | Elfo di Montalbo   | scosso |
| 16 agosto 2008 | Nicchio    | Guess              |        |
| 2 luglio 2009  | Chiocciola | Istriceddu         |        |
| 16 agosto 2010 | Selva      | Indianos           | scosso |
| 16 agosto 2011 | Lupa       | Moedi              | scosso |
| 16 agosto 2012 | Selva      | Mississippi        |        |
| 2 luglio 2014  | Drago      | Oppio              |        |
| 16 agosto 2014 | Drago      | Morosita Prima     |        |
| 2 luglio 2015  | Onda       | Osama Bin          |        |
| 17 agosto 2015 | Onda       | Preziosa Penelope  |        |
| 2 luglio 2017  | Bruco      | Su Re              |        |
| 2 luglio 2018  | Istrice    | Trattu de Zamaglia |        |

## Partecipazioni al Palio di Asti
| Palio | Rione, Borgo, Comune        | Cavallo                | Piazzamento           |
| ----- | --------------------------- | ---------------------- | --------------------- |
| 2002  | Comune di Baldichieri       | Love the Time          | Eliminato in batteria |
| 2003  | Comune di Baldichieri       | Love the Time (scosso) | Eliminato in batteria |
| 2006  | Comune di Nizza Monferrato  | Bustilla               | Eliminato in batteria |
| 2007  | Borgo San Pietro            | Suprema (scosso)       | Eliminato in batteria |
| 2011  | Tanaro Trincere Torrazzo    | Rocco                  | 2° (Borsa di monete)  |
| 2013  | Rione San Martino/San Rocco | Asso                   | Eliminato in batteria |
| 2015  | Comune di Castell'Alfero    | Ruchè Sauvage          | Eliminato in batteria |

## Altre vittorie
- Palio di Fucecchio: 2
  - 2007, Contrada San Pierino su Grein;
  - 2009, Contrada Sant'Andrea su Mississippi;
- Palio di Casole d'Elsa: 1
  - 2007, Contrada Pievalle su Chic Shock.
- Palio dell’Assunta di Fermo: 1
  - 15 Agosto 2022, Contrada Campiglione su ‘’Zamura’’;